# Charles Henry Mackintosh

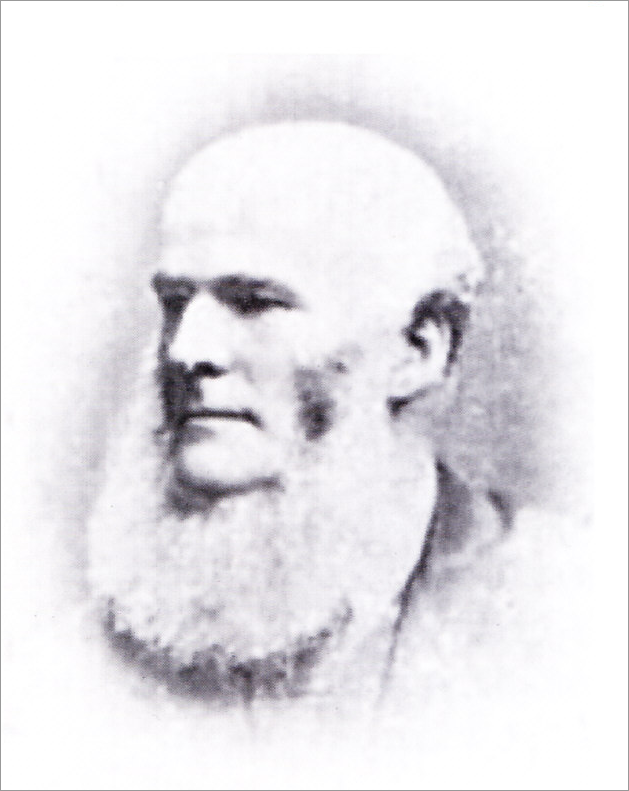
C. H. Mackintosh

Charles Henry Mackintosh (* Oktober 1820 in Glenmalure Barracks, County Wicklow, Irland; † 2. November 1896 in Cheltenham, Gloucestershire, England) war ein britischer Prediger, Autor und Herausgeber. Er gehörte der Brüderbewegung an und war Dispensationalist.

## Leben
Mackintosh war ein Sohn von Duncan Mackintosh, Hauptmann eines Highland Regiments. Der kanadische Journalist und Politiker Charles Herbert Mackintosh war sein Neffe.
Im Alter von 18 Jahren hatte Charles Henry Mackintosh ein Bekehrungserlebnis, als er Briefe seiner Schwestern und John Nelson Darbys Operations of the Spirit las. 1838 arbeitete er in einem Handelshaus in Limerick. Im Jahr darauf ging er nach Dublin und schloss sich dort der Brüderbewegung an.
1843 verfasste er sein erstes Traktat mit dem Titel Peace with God (deutsch: Friede mit Gott). Im Alter von 24 Jahren eröffnete er eine Privatschule in Westport. Dort entwickelte er eine spezielle Methode, um die klassischen Sprachen zu unterrichten. Zu dieser Zeit grassierte in Irland die Große Hungersnot, und obwohl die britische Regierung wiederholt versuchte, die verzweifelte Armut der Iren zu lindern, verschlechterte sich die Lage nur noch mehr. In den Schulferien wanderte Mackintosh durch die Grafschaft Mayo und predigte den Armen. In dieser schweren Zeit war es kaum möglich, ein teures Internat zu unterhalten, weshalb Mackintosh dieses Unternehmen aufgeben musste. Im Februar 1853 erklärte er John Nelson Darby, nichts könne ihn dazu bringen, weiter ein Internat zu führen.
Eine Zeitlang versuchte er es mit Landwirtschaft. Am 31. August 1853 schrieb er an Darby:
„Ich wurde dahin geführt, je nach Umständen ein wenig zu predigen, und gab mich ganz der Arbeit hin, zu der – wie ich überzeugt bin – Er mich berufen hat. Zugleich wünschte ich, wenn möglich, mit meinen Händen zu arbeiten, und zu diesem Zweck kaufte ich eine kleine Farm. Der Herr litt es jedoch nicht, dass ich mich einer solchen Aufgabe annahm, sondern berief mich in einen viel größeren Dienst als je zuvor, und gepriesen sei sein Name, Er bestätigte den Dienst sehr deutlich, während Er mir zur selben Zeit in seiner Gnade mehr als genug schenkte, um all meine Bedürfnisse zu decken.“
Bald darauf widmete er sich ausschließlich dem Predigen und Schreiben.

### Schriftsteller und Evangelist
Er gründete die Zeitschrift Things New and Old, die er von 1858 bis 1890 zusammen mit Charles Stanley (1821–1890) herausgab, und bald darauf die Zeitschrift Good News for the Little Ones (später Good News for Young and Old and some pages for the Little Ones, 1859–1876).
Mackintosh nahm großen Anteil an der irischen Erweckungsbewegung 1859–1860 und arbeitete aktiv daran mit.
Sein literarischer Ruhm gründet sich vor allem auf das Werk Notes on the Pentateuch, das mit einem 334-seitigen Band über das 1. Buch Mose beginnt und mit einem mehr als 800-seitigen zweibändigen Kommentar über das 5. Buch Mose schließt. Diese Kommentare werden noch immer nachgedruckt und sind in mehrere Sprachen übersetzt worden.
In Deutsch erschienen sie unter den Titeln Gedanken zum 1. [usw.] Buch Mose in mehreren Auflagen bei H. L. Heijkoop in Winschoten, zuletzt 1973; eine Gesamtausgabe in einem Band wurde 2006 von den Verlagen Christliche Schriftenverbreitung und Christliche Literatur-Verbreitung herausgegeben.
Charles Haddon Spurgeon kommentierte die Notes on Leviticus folgendermaßen: „Wir unterstützen den Plymouthismus nicht, der diese Notes durchzieht, aber sie sind oft sehr anregend. Sie sollten mit Vorsicht gelesen werden.“

### Lebensende
Charles Andrew Coates schrieb:
„Ich war einer der Letzten, die C.H.M. beten hörten. Es war äußerst berührend, den alten und schwachen Leviten zu hören, wie er sein Herz vor Gott ausschüttete, zuerst für die ganze Versammlung, dann für die vielen kleinen Gemeinschaften, die sich überall im Namen des Herrn versammeln. Die Interessen des Herrn waren das große Anliegen seines Herzens. Auch wenn er schon seit längerem keine öffentlichen Dienste mehr übernehmen konnte, hielt er an dieser Aufgabe fest.“
Mackintosh starb kurz nach seinem 75. Geburtstag. Schon seit einiger Zeit war er zunehmend schwach geworden und konnte nicht mehr predigen. Er schrieb noch so lange wie möglich. In seinem Todesjahr wurde bereits die 6. Auflage der Notes on the Book of Genesis veröffentlicht. Am 6. November 1896 wurde er in Cheltenham an der Seite seiner Frau Emma auf dem Teil des Friedhofs beerdigt, der als „Plymouth Brethren plot“ bekannt ist. Ihm gegenüber liegt das Grab eines seiner geistlichen Schüler, des Liederdichters George West Frazer, der im Januar desselben Jahres verstorben war.

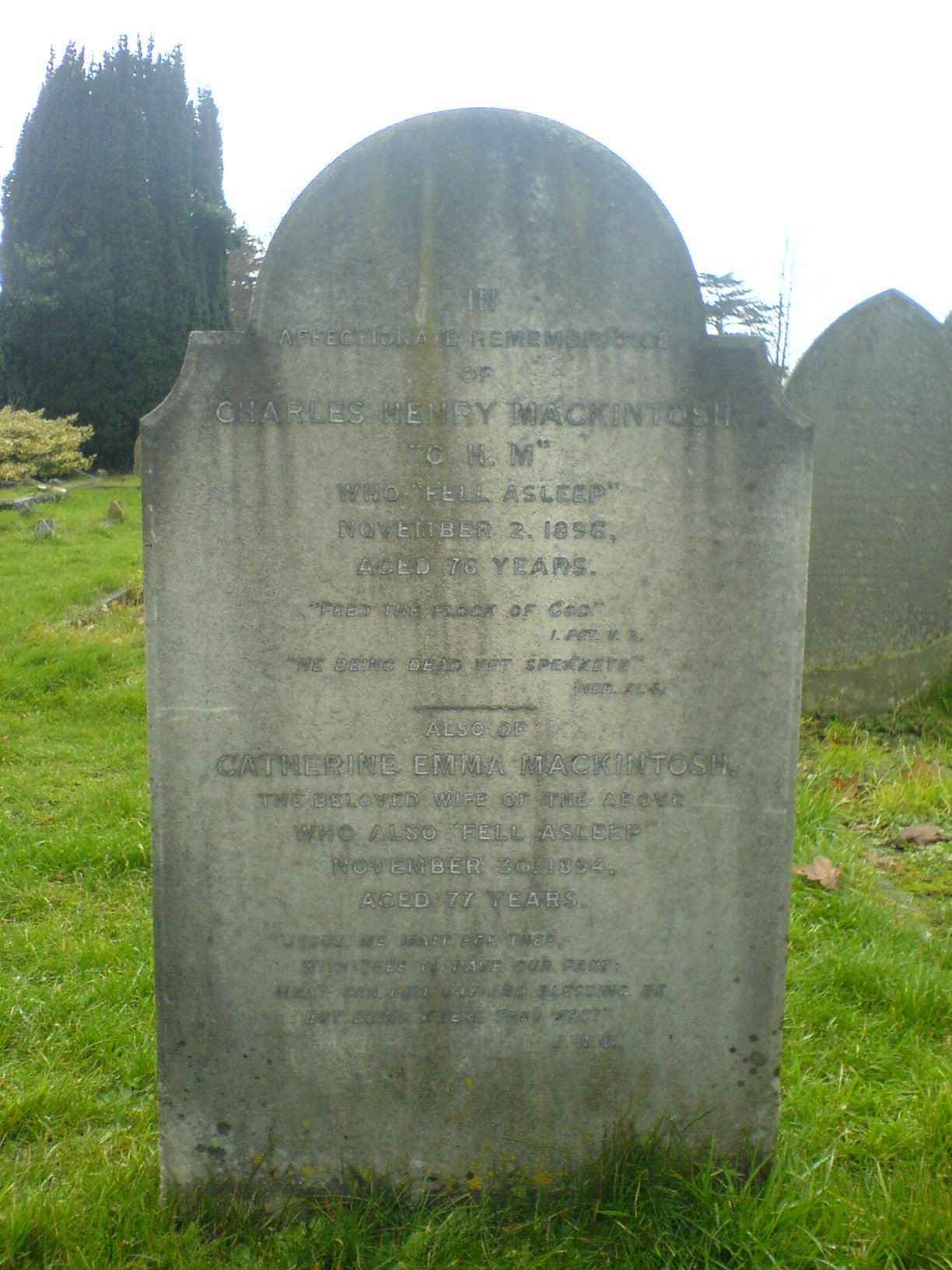
Grabstein von Mackintosh

Auf Mackintoshs Grabstein steht ein Vers aus dem 1. Petrusbrief: “Feed the flock of God.” (Hütet die Herde Gottes; 1 Petr 5,3 )